# Anthalma
Anthalma là một chi bướm đêm thuộc họ Geometridae.